# 氷室冴子青春文学賞
氷室冴子青春文学賞（ひむろさえこせいしゅんぶんがくしょう）は、日本の公募新人文学賞。

## 概要
2017年、北海道岩見沢市出身の小説家氷室冴子の功績を讃えて創設される。地元有志による氷室冴子青春文学賞実行委員会が主催し、岩見沢市が後援にあたる。2018年1月に第1回の作品募集を開始し、同年7月に岩見沢市内で授賞式が開催された。
小説投稿サイト「エブリスタ」と提携し、作品応募および審査員講評発表は「エブリスタ」サイト上で行われる。募集作品はジャンルを問わず「青春」をテーマにした小説で、規定枚数は2万字から6万字。賞金は大賞が20万円、準大賞が10万円。受賞作は副賞として書籍化検討される。

## 受賞作一覧
単行本は河出書房新社刊。
| 回（発表）          | 賞     | 受賞者     | 受賞作                         | 単行本初刊 | 文庫化     |
| ------------------- | ------ | ---------- | ------------------------------ | ---------- | ---------- |
| 第1回（2018年7月）  | 大賞   | 櫻井とりお | 「へびおとこ」                 | 2019年11月 | 2024年7月  |
| 第1回（2018年7月）  | 準大賞 | 沢村基     | 「神絵師」                     |            |            |
| 第1回（2018年7月）  | 準大賞 | 笠井カヤナ | 「あの、この手はわたしの手」   |            |            |
| 第2回（2019年10月） | 大賞   | 佐原ひかり | 「きみのゆくえに愛を手を」     | 2021年6月  | 2024年10月 |
| 第2回（2019年10月） | 準大賞 | 坂水       | 「あるはげた日に」             |            |            |
| 第2回（2019年10月） | 特別賞 | 鯨井一     | 「これカノン」                 |            |            |
| 第3回（2021年5月）  | 大賞   | 該当作なし | 該当作なし                     | 該当作なし | 該当作なし |
| 第3回（2021年5月）  | 準大賞 | 該当作なし | 該当作なし                     | 該当作なし | 該当作なし |
| 第4回（2022年9月）  | 大賞   | 平戸萌     | 「私が鳥のときは」             | 2023年11月 |            |
| 第4回（2022年9月）  | 準大賞 | 該当作なし | 該当作なし                     | 該当作なし | 該当作なし |
| 第5回（2023年11月） | 大賞   | 宇井彩野   | 「愛ちゃんのモテる人生」       | 2024年10月 |            |
| 第5回（2023年11月） | 準大賞 | 桃実       | 「やさしい雪が降りますように」 |            |            |

## 選考委員
- 第1回:伊藤亜由美、久美沙織、辻村深月
- 第2回から第4回:朝倉かすみ、久美沙織、柚木麻子
- 第5回:久美沙織、斎藤歩、町田そのこ、柚木麻子